# Хуан Кэчжи
Хуан Кэчжи (кит. 黄克智, 21 июля 1927, Наньчан, Цзянси — 6 декабря 2022, Пекин) — китайский учёный в области механики, действительный член Китайской академии наук (1991), иностранный член РАН (2003). Педагог высшей школы, профессор Университета Цинхуа. Вместе с Чжан Вэй и Ду Цинхуа входил в число «Трёх гигантов механики твердого тела в Университете Цинхуа».

## Биография
Хуан родился в Наньчане, провинция Цзянси, 21 июля 1927 года в семье Хуан Ичэна (黄以诚), служащего почтового отделения, и Гонга Шэньсю (龚慎修). Его родовой дом находится в Фучжоу, провинция Фуцзянь. Его прадед Хуан Найлинь (黄乃麟) был традиционным китайским врачом. Его дед Хуан Се (黄燮) был учителем. Из-за японской агрессии против Китая, когда Наньчан подвергался бомбардировки, семья была вынуждена бежать из обжитых мест. Хуан последовательно посещал начальную школу Бейтан (北坛小学), начальную школу Байхуачжоу (百花洲小学), начальную школу Тэнвангэ (滕王阁小学), среднюю школу Цзиань Янмин (吉安阳明中学) и среднюю школу провинции Цзянси (赣省中学). В 1943 году он был принят в Национальный университет Чунг Ченг, где учился под руководством Цай Фаньинь. После окончания учебы в 1947 году он стал ассистентом Пейянского университета. В 1948 году он учился в аспирантуре Университета Цинхуа под руководством Чжан Вэя. 
В октябре 1955 года направлен на обучение в МГУ по государственной стипендии.
В сентябре 1958 года Хуан был вызван в Университет Цинхуа для создания факультета инженерной механики и математики. В 1966 году, когда разразилась Культурная революция, Хуан был назван коммунистическим правительством «реакционным академическим авторитетом» и был отправлен в кадровую школу седьмого мая для выполнения сельскохозяйственных работ в пригороде Наньчана, провинция Цзянси. Он был назначен доцентом в 1963 году и профессором в 1978 году. В 1983 году он был назначен директором Института инженерной механики.
25 мая 2003 года избран иностранным членом Российской академии наук (Отделение энергетики, машиностроения, механики и процессов)
6 декабря 2022 года Хуан умер от болезни в Пекине в возрасте 95 лет.